# Shabab El Bourj Sporting Club
Il Shabab El Bourj Sporting Club (in arabo نادي شباب البرج الرياضي‎?), meglio noto come Shabab El Bourj, è una società calcistica libanese con sede a Burj El Barajneh, Beirut.
Fondato nel 1967 come Al-Irshad, la squadra cambiò nome in Shabab El Bourj nel 2017. Il club è stato promosso per la prima volta nella Prima Divisione sotto il nuovo nome nel 2019, dopo aver ottenuto due promozioni di seguito dalla Terza Divisione libanese.

## Palmarès

### Competizioni nazionali
- Campionato libanese di terza divisione: 1

1996-1997

## Tifoseria

### Gemellaggi e rivalità
Shabab El Bourj ha rivalità con il Bourj e il Shabab Sahel, perché tutte hanno sede nella zona del Dahieh.